# Mindre rovmärla
Mindre rovmärla (Dikerogammarus haemobaphes), tidigare kallad "mördarräka", är en kräftdjursart som först beskrevs av Karl Eichwald 1841. Den ingår i släktet Dikerogammarus, och familjen Gammaridae.
Arten kommer ursprungligen från Kaspiska havet, men har spridit sig och blivit invasiv. Arten är en märlkräfta som är släkt med den likaså invasiva större rovmärlan. I mars 2023 rapporterades det att arten för första gången hade påträffades i Sverige, vid en provtagning i Tullingesjön i Stockholms län.